# Pietro Torrini
Pietro Torrini (Sesto Fiorentino, 22 settembre 1930 – Pavia, 28 ottobre 1956) è stato un calciatore italiano, di ruolo difensore.
Era conosciuto anche come Torrini II per distinguerlo dal fratello maggiore, anch'egli calciatore, Celso Torrini.

## Carriera
Militò nella Sestese prima di venire ingaggiato dalla Fiorentina nel 1948.
Con i viola esordì in Serie A il 12 giugno 1949, nella sconfitta esterna per 2-0 contro il Torino. In quattro anni di militanza con i toscani giocò 3 incontri, tutti nella massima serie italiana.
Passò al Brescia nel 1952, militando per due stagioni in Serie B.
Nel 1954 fu ingaggiato dal Catanzaro, club partecipante alla Serie C. Con i calabresi giocò sino alla morte, avvenuta il 28 ottobre 1956, durante l'incontro di campionato contro il Pavia, in seguito ad un colpo di testa fatale, eseguito sull'allacciatura di un pesante pallone di cuoio dell'epoca, che ne provocò lo svenimento e l'emorragia successiva.
A lui è dedicato lo stadio della sua città natale, Sesto Fiorentino.